# Siegrid Pallhuber
Siegrid Pallhuber (* 1. Mai 1970 in Bruneck) ist eine frühere italienische Biathletin. Sie nahm an acht Olympischen Winterspielen und Biathlon-Weltmeisterschaften teil.
Siegrid Pallhuber lebt und trainierte in Antholz und startete für CS Forestale. Die Försterin begann 1990 mit dem Biathlonsport. Ihren internationalen Durchbruch hatte die Italienerin bei den Olympischen Winterspielen 1992 in Albertville, bei denen sie bei den ersten Wettbewerben der Biathletinnen bei Olympia 56. im Sprint und 38. des Einzels wurde. Von nun an gehörte Pallhuber für die nächsten zehn Jahre zum Stamm des italienischen Biathlon-Nationalteams und des Biathlon-Weltcups. Nächste internationale Meisterschaft wurden die Biathlon-Weltmeisterschaften 1993 in Borowetz, bei denen Pallhuber 43. des Sprints und 45. des Einzels wurde. Für die Olympischen Winterspiele 1994 in Lillehammer stand den italienischen Biathletinnen nur ein Startplatz zu, den Nathalie Santer bekam. Bei den Biathlon-Weltmeisterschaften 1995 in ihrer Heimat Antholz konnte die Italienerin wieder bei einem Großereignis antreten. Im Einzel erreichte sie den 41. Platz und verpasste als 61. im Sprint um einen Platz das Verfolgungsrennen. Mit Nathalie Santer, Monika Schwingshackl und Petra Trocker erreichte sie mit der Staffel zudem den 17. Platz. 1996 kamen in Ruhpolding die Plätze 51 im Einzel, 43 im Sprint und mit Santer, Trocker und Silvia Petris der 15. Rang mit der Staffel hinzu, bei der Pallhuber als Startläuferin fungierte. In Osrblie kam Pallhuber bei den Biathlon-Weltmeisterschaften 1997 in vier Rennen zum Einsatz: im Einzel belegte sie Platz 28, wurde 33. im Sprint, wurde mit Santer, Petris und Manuela Casagrande 17. im Staffelrennen und mit Casagrande, Petris und Manuela Piller Roner 16. im Mannschaftsrennen. Zum Ende der Saison 1997/98 gewann die Italienerin als 19. eines Einzels in Hochfilzen erstmals Weltcuppunkte. Es war zugleich ihre beste Platzierung in der höchsten Rennserie des Biathlonsports.
Auch 1998 verpasste Pallhuber die Olympischen Spiele, weil erneut nur ein Platz für eine italienische Starterin vorhanden war, der wieder von Nathalie Santer eingenommen wurde. Erst 1999 nahm sie bei den Weltmeisterschaften in Kontiolahti erneut bei einer internationalen Meisterschaft teil und belegte den 61. Platz im Sprint, womit sie erneut um nur einen Platz das Verfolgungsrennen verpasste. Zum Abschluss der Saison nahm sie in Champex-Lac an zwei Rennen des Biathlon-Europacups teil und gewann sowohl das Einzel wie auch das Sprintrennen bei allerdings schwacher Besetzung. 2000 konnte Pallhuber in Antholz bei einem Sprint erneut den 19. Platz in einem Weltcuprennen erreichen. Es folgte die Teilnahme an den Biathlon-Weltmeisterschaften 2000 am Holmenkollen in Oslo. Im Einzel lief die Italienerin auf den 48. Platz, im Sprint wurde sie 37. und im Verfolgungsrennen verbesserte sie sich bis auf den 32. Platz. Etwas weniger erfolgreich verliefen die Biathlon-Weltmeisterschaften 2001 in Pokljuka, bei denen sie 75. des Einzels wurde, im Sprint auf den 46. Platz kam, das Verfolgungsrennen als 50. beendete und mit Michela Ponza Sakia und Nathalie Santer Achte im Staffelrennen wurde. In dieser Besetzung erreichte sie 2001 in Ruhpolding auch ihr bestes Resultat bei einem Weltcup-Staffelrennen und wurde mit Italien Fünfte. Bei den Militär-Skiweltmeisterschaften 2001 in Jericho kam die Italienerin auf den siebten Rang im Sprintrennen. Für 2002 konnte sich Pallhuber zum zweiten Mal für Olympische Winterspiele qualifizieren. In Salt Lake City kam sie im Sprintrennen zum Einsatz, in dem sie den 68. Platz belegte. Sie lief noch eine Saison nach den Olympischen Spielen, deren Höhepunkt die Biathlon-Europameisterschaften 2003 in Forni Avoltri wurde. Bei den kontinentalen Titelkämpfen wurde Pallhuber 30. des Einzels, 22. im Sprint, 23. der Verfolgung und mit Romina Demetz, Katja Haller und Leda Abati als Startläuferin Achte im Staffelwettbewerb. Nach der Saison beendete sie ihre aktive Karriere.

## Biathlon-Weltcup-Platzierungen
Die Tabelle zeigt alle Platzierungen (je nach Austragungsjahr einschließlich Olympische Spiele und Weltmeisterschaften).
- 1.–3. Platz: Anzahl der Podiumsplatzierungen
- Top 10: Anzahl der Platzierungen unter den ersten zehn (einschließlich Podium)
- Punkteränge: Anzahl der Platzierungen innerhalb der Punkteränge (einschließlich Podium und Top 10)
- Starts: Anzahl gelaufener Rennen in der jeweiligen Disziplin

| Platzierung                                              | Einzel | Sprint | Verfolgung | Massenstart | Team | Staffel | Gesamt |
| -------------------------------------------------------- | ------ | ------ | ---------- | ----------- | ---- | ------- | ------ |
| 1. Platz                                                 |        |        |            |             |      |         |        |
| 2. Platz                                                 |        |        |            |             |      |         |        |
| 3. Platz                                                 |        |        |            |             |      |         |        |
| Top 10                                                   |        |        |            |             |      | 9       | 9      |
| Punkteränge                                              | 1      | 2      |            |             | 1    | 16      | 20     |
| Starts                                                   | 35     | 56     | 12         |             | 1    | 17      | 121    |
| Stand: Karriereende, Daten möglicherweise nicht komplett |        |        |            |             |      |         |        |